# Serbische Badmintonmeisterschaft 2017
Die Serbische Badmintonmeisterschaft 2017 fand vom 3. bis zum 4. Juni 2017 in Novi Sad statt.

## Medaillengewinner
| Disziplin    | Gold                           | Silber                            | Bronze                               |
| ------------ | ------------------------------ | --------------------------------- | ------------------------------------ |
| Herreneinzel | Luka Milić                     | Ilija Pavlović                    | Dragoslav Petrović                   |
| Herreneinzel | Luka Milić                     | Ilija Pavlović                    | Borko Petrović                       |
| Dameneinzel  | Marija Sudimac                 | Sara Lončar                       | Nina Bogdanović                      |
| Dameneinzel  | Marija Sudimac                 | Sara Lončar                       | Milica Simić                         |
| Herrendoppel | Andrija Doder Luka Milić       | Ilija Pavlović Borko Petrović     | Miodrag Kaličanin Dragoslav Petrović |
| Herrendoppel | Andrija Doder Luka Milić       | Ilija Pavlović Borko Petrović     | Mateja Manić Nenad Milošević         |
| Damendoppel  | Nataša Pavlović Marija Sudimac | Marija Bulatović Sofija Dmitrović | Marta Bogdanović Nina Bogdanović     |
| Damendoppel  | Nataša Pavlović Marija Sudimac | Marija Bulatović Sofija Dmitrović | Sara Lončar Milica Simić             |
| Mixed        | Luka Milić Milica Simić        | Sergej Lukić Marija Sudimac       | Mihajlo Tomić Sara Lončar            |
| Mixed        | Luka Milić Milica Simić        | Sergej Lukić Marija Sudimac       | Ilija Pavlović Nataša Pavlović       |